# Histoire de deux enfants qui volèrent la Lune (livre)
Histoire de deux enfants qui volèrent la Lune (O dwóch takich, co ukradli księżyc) est un roman pour enfants polonais écrit par Kornel Makuszyński en 1928,.

## Résumé
Dans le village de Zapiecek, les jumeaux Jacek et Placek naissent. Ils se révèlent incroyablement gloutons, cruels et paresseux. Il est clair que rien de bon ne sortira d'eux. Comme ils ne veulent pas travailler, ni maintenant ni plus tard, ils décident de voler la lune d'or et de la vendre. Ils volent à leur mère la dernière miche de pain (qui se transformera plus tard en pierre) pour la route. Ils tombent rapidement entre les mains des méchants. Lorsqu'ils s'aventurent dans la cité d'or, ils apprennent la valeur apparente de tous les trésors. Transformés, ils retournent à Zapiecek et souhaitent aider leurs parents dans leur travail.

## Adaptations
Le livre a été souvent adapté au théâtre et au cinéma.

### Audiovisuel
- Histoire de deux enfants qui volèrent la Lune, film de 1962 - les rôles des jumeaux sont interprétés par Lech Kaczyński et Jarosław Kaczyński
- Histoire de deux enfants qui volèrent la Lune (pl), série animée de 1984 à 1989